# San Luis (Comayagua)
San Luis – gmina (municipio) w środkowym Hondurasie, w departamencie Comayagua. W 2010 roku zamieszkana była przez ok. 9 tys. mieszkańców. Siedzibą administracyjną jest miejscowość San Luis.

## Położenie
Gmina położona jest w północno-wschodniej części departamentu. Graniczy z 3 gminami:
- Minas de Oro od północy,
- Esquías od wschodu i południa,
- La Libertad od zachodu.

## Demografia
Według danych honduraskiego Narodowego Instytutu Statystycznego na rok 2010 struktura wiekowa i płciowa ludności w gminie przedstawiała się następująco:
| Wiek      | 0–3   | 4–6 | 7–12  | 13–17 | 18–24 | 25–64 | 65+ | razem |
| San Luis  | 1 144 | 754 | 1 458 | 1 078 | 1 036 | 3 211 | 359 | 9 041 |
| Mężczyźni | 581   | 356 | 735   | 538   | 499   | 1 662 | 163 | 4 533 |
| Kobiety   | 563   | 398 | 723   | 540   | 537   | 1 549 | 197 | 4 508 |